# كورنيليوس تشيرتشير
كورنيليوس تشيرتشير (بالإنجليزية: Cornelius Chirchir)‏ مواليد 5 يونيو 1983، هو عداء كيني متخصص في 1500 متر. فاز بالذهبية في بطولة العالم للشباب لألعاب القوى.

## سجل المنافسة
| العام      | المسابقة                                    | المكان                      | المركز     | حدث        | ملاحظة     |
| يمثل كينيا | يمثل كينيا                                  | يمثل كينيا                  | يمثل كينيا | يمثل كينيا | يمثل كينيا |
| ---------- | ------------------------------------------- | --------------------------- | ---------- | ---------- | ---------- |
| 1999       | بطولة العالم للشباب لألعاب القوى 1999       | بيدغوشتش، بولندا            | 1          | 1500 م     | 3:44.02    |
| 2000       | بطولة العالم للناشئين لألعاب القوى 2000     | سانتياغو، تشيلي             | 1          | 1500 م     | 3:38.80    |
| 2002       | بطولة أفريقيا لألعاب القوى 2002             | رادس، تونس                  | 4          | 1500 م     | 3:39.67    |
| 2002       | نهائي الجائزة الكبرى لألعاب القوى 2002      | باريس                       | 3          | 1500 م     | 3:31.51    |
| 2003       | بطولة العالم لألعاب القوى داخل الصالات 2003 | برمنغهام (إنجلترا)، إنجلترا | 4          | 1500 م     | 3:43.03    |
| 2003       | نهائي ألعاب القوى العالمي 2003              | مونت كارلو، موناكو          | 6          | 1500 م     | 3:41.77    |

## روابط خارجية
- كورنيليوس تشيرتشير على موقع الاتحاد الدولي لألعاب القوى (الإنجليزية)